# Perast
Perast (talijanski: Perasto) je malo primorsko naselje u crnogorskoj općini Kotor. Najveći je spomenik Boke kotorske (Crna Gora), sav je na kamenu i cijeli kameni. Ima mnoge palače, crkve i kamene kuće. U 14. stoljeću postojalo je brodogradilište. U Perastu je radila prva pomorska škola.

## Zemljopisni položaj
Nalazi se na 12 km od Kotora, u pravcu Risna, točno ispred tjesnaca Verige. Leži u podnožju vapnenačkog brda Sv. Ilija (873 m), u sjeveroistočnom dijelu Boke kotorske, na rtu koji razdvaja Risanski zaljev od Kotorskog zaljeva. Nalazi se na jednom od najljepših dijelova Boke. Nasuprot njemu, na 1190 m udaljenosti nalazi se najuži dio zaljeva, tjesnac Verige. Pred Perastom nalaze se dva slikovita otoka: Sv. Juraj i Gospa od Škrpjela.
Velika kamena kugla "balota" je oznaka koja dijeli Perast na dva dijela, na Luku i Penčiće. Luka se zove polovina i proteže se od Pjace do Pošova. Mjesto je starih brodogradilišta i plemićkih palača iz Zlatnog vijeka koje su se pogledom na luku: palače Balović, Bronza, Čorko, Mazarević, Mrša, Visković, Šestokrilović te niz građanskih kuća duž Glavne ulice (Strada Maestra), duge oko kilometar koja prati obalu između dva reda kuća. Na Pjaci se spaja s Velikom ulicom (Strada Granda) koja povezuje Pjacu s Fortecom.

## Klima
Srednja godišnja temperatura na području grada je 18,3 °C, a broj sunčanih dana je 240 ili oko 2500 sunčanih sati godišnje. Perast zimi ima više sunčanih sati nego primjerice poznata turistička središta na Azurnoj obali. No, zbog nedostatka plažnog pojasa u obliku žala obala Perasta nije pogodna za razvoj turizma. Iako su lokalne vlasti početkom sedamdesetih namjeravale stvoriti od Perasta »bokeljski Sv. Stefan«, koji bi bio grad-hotel s 3500 postelja u najvišoj kategoriji, projekt nikada nije ostvaren.

## Povijest

### Pretpovijest
Kraj je naseljen još u prapovijesti. U zaleđu između Risna i Perasta utvrđeno je nekoliko prapovijesnih nalazišta iz razdoblja mlađeg kamenog doba. Najbolje je arheološki istraženo nalazište jama Spila iznad Perasta, gdje je otkriveno mnogo neolitičkoga keramičkog posuđa. Ostala utvrđena nalazišta na tom području nisu istražena i predstavljena javnosti.

### Stari vijek

#### Ilirsko doba
U starijem razdoblju starog vijeka ovdje su živjeli Iliri, pleme Risonita. Risoniti su prodrli u tom dijelu obale na more i tu ustrojili naselje, koje je po njima dobilo ime (obližnji Risan). Kraj je doživio procvat za vlasti kraljice Teute. U to su vrijeme kovali vlastiti novac, koji je otkrio slavni engleski arheolog Arthur Evans.
Kraljica Teuta nastojala je osigurati taj dio zaljeva pa je prema legendi samo nekoliko kilometara istočno od Risna naselila dio plemena Pirusta iz sjeverne Albanije, po kojima sadašnje naselje Perast nosi ime. Zadatak tih Pirusta bio je držati kulu na današnjem otoku Sv. Jurju, nasuprot tjesnacu Verigama, najužem dijelu zaljeva, te tako braniti ulaz u zaljev.

#### Rimska vlast
Nakon Teutine smrti nakon rimskog pohoda, kraj je nakratko stagnirao, a onda obližnji Risan ponovno doživljava oporavak početkom kršćanske ere kao rimsko naselje. Naselje je pod rimskom vlašću steklo položaj municipija, a u izvorima se spominje kao Rhizon ili Resnium, a Rimljani su zbog važnosti grada cijeli zaljev nazivali Sinus Rhizonikus (Risanski zaljev). Kroz 1. i 2. stoljeće naselje doživljava vrhunac kao lučko-trgovačko središte za vezu s romaniziranim Ilirima.

### Srednji vijek

#### Pod Kotorom
Početci srednjovjekovnog Perasta vezani su uz dolazak benediktinaca u taj kraj. Na otoku pred obalom redovnici su podigli opatiju posvećenu sv. Jurju. Njezino podizanje poduprli su građani Kotora. Na čelu opatije bili su pripadnici kotorskog plemstva, kako bi se bolje zastupali interesi plemstva na cijelom području opatije kojem je pripadao i Perast sa svojom okolicom.
Prvi opat opatije sv. Jurja spominje se 1166. godine. Perast se i u 14. stoljeću nalazio pod vlašću Kotora.

#### Hrvatsko-Ugarsko Kraljevstvo i Balšići
Nakon pobjede ugarsko-hrvatskoga kralja Ludovika I. (1342. – 1382.) nad Mlečanima i sklapanja Zadarskog mira 1358. godine to područje nalazi se pod Ludovikovom vlašću. Mletačka Republika uspijeva kratkotrajno zavladati Perastom 1378. godine, ali se Torinskim mirom 1381. godine grad vraća pod vlast ugarsko-hrvatskoga kralja. Potkraj 14. i početkom 15. stoljeća područje Perasta nalazi se pod nadzorom obitelji Balšića. Godine 1420. Kotor zajedno s Perastom dolazi pod mletačku vlast, koja će se na tom području održati do propasti Republike 1797. godine.

#### Mletačka Republika
Za doba mletačke vlasti, nalazio se u komuni, zajedno s Kotorom, Prčnjem i Dobrotom. Istaknute obitelji iz Perasta koja su obilježila društvenu i gospodarsku povijest svojih matičnih sredina širega područja istočnoga Jadrana i Sredozemlja su Balović, Bronza, Bujović, Burović, Kolović, Mazarović, Zambella i druge.
Peraške kazade su: Studeni, Zubaci (Dentali), Vukasović, Brajković, Šestokrilović, Bratica, Stoišić (Stojšić), Smilojević, Silopi, Čizmai, Perojević i Mioković.
Zbog pomorske usmjerenosti Perast je već u 14. stoljeću imao prvo brodogradilište, a polovicom 15. stoljeća čak dva brodogradilišta. Godine 1512. peraška flota imala je 60 brodova. Vrhunac u pomorstvu Peraštani će doživjeti u 18. stoljeću.

#### Mletačka Republika i bojevi s Turcima
Padom Herceg Novog i cijele obale zaljeva do Risna u turske ruke 1483. godine. Perast je došao u neposredan dodir s Turcima. Ne smatrajući Perast najvažnijom strateškom točkom obrane zaljeva, što je za Mletke bio Kotor, Mlečani oko grada ne podižu zidine, već kroz 16. i 17. stoljeće stvaraju obrambeni sustav od 9 kula, od kojih je najznačajnija kula Sv. Križa. Tijekom 16. stoljeća Peraštani se ističu u mnogim bitkama protiv Turaka. Tako su odigrali značajnu ulogu u oslobađanju Herceg Novog 1538. godine. Sljedeće godine glasoviti turski pomorski zapovjednik Hajreddin Barbarossa vratio je Novi pod tursku vlast i teško opljačkao zaljev. U velikoj pobjedi kršćanskih saveznika nad Turcima kod Lepanta 1571. godine, kojom Turci gube nadzor nad Sredozemljem, sudjelovali su i Peraštani. Čuvajući glavnu ratnu zastavu Mletačke Republike Sv. Križa, poginula su sedmorica gonfalonjera (zastavnika). Pravo čuvanja te zastave na admiralskom brodu Republike imali su od prve polovice 15. stoljeća pripadnici 12 peraških bratstava (kazada).
Od 16. stoljeća u Perastu su nazočni franjevci. Jačanjem pomorske snage Peraštani započinju sredinom 16. stoljeća pokret za odvajanje od Kotora i stvaranje samostalne općine. Pokret predvodi 12 bratstava, iz čijega će zakletvenog saveza za uzajamnu zaštitu 1585. godine nastati neovisna općina. U gradskom ustavu općina je sačuvala svoju prastaru slavensku podlogu predstavništva dvanaestero kuća. Tako je grad Perast poseban primjer u razvoju gradova, jedini svoje vrste ne samo na jadranskoj obali nego i drugdje u slavenskom svijetu.
Stanovništvo se dijelilo na plemiće koji su bili predstavljeni u općini (»comunita«) te pučane predstavljane u zajednici (»universa«). Svoje predstavnike plemići su imali u zboru, a u razdoblju od 1685. do 1719. godine u radu općeg zbora sudjelovali su i pučani. To tijelo biralo je gradskoga kapetana, suce, kaštelana (zapovjednika kule Sv. Križa) i vojvodu. Nakon 1719. godine pučani su mogli sudjelovati samo u izboru kapetana. Interese općine u Veneciji zastupali su nunciji (poklisari), dok su se u istočnom Sredozemlju za trgovački napredak Perasta brinuli konzuli.
Tijekom 17. stoljeća Peraštani su zaokupljeni borbama protiv Turaka i gusara (ulcinjskih i berberskih, tj. sjevernoafričkih). U tom stoljeću doživjeli su najteži poraz od Turaka, ali i najveću pobjedu nad Turcima. Godine 1624. turska je flota opljačkala grad, a slavni peraški boj dogodio se 15. svibnja 1654. godine u okolici Perasta.
Iste je godine Boku posjetio hrvatski junak, potonji ban Petar Zrinski. Tom je prigodom Zrinski dragocjenu sablju, koju mu je za zasluge u borbama s Turcima darovao grad Kotor, poklonio u čast te pobjede Peraštanima. Prema legendi tada su Peraštani Zrinskom poklonili vrč koji su zaplijenili u borbama s Turcima, a nekad je pripadao Petrovu pradjedu Nikoli Šubiću Zrinskom, poznatom iz Sigetske bitke 1566. godine. Ban Petar Zrinski doplovio je do Perasta na svome brigantinu u svibnju 1654. godine, samo dva tjedna nakon pobjede nad Turcima. Gradić ga je dočekao urešen zastavama, sagovima i cvijećem. Navodno je ban rekao: "Dođoh samo zato da vidim slavni, sretni i plemeniti Perast". Knez u Perastu tada je bio Krsto Vuković. Tom prigodom darovao je Zrinski jednu prekrasnu sablju Peraštanima da ih sjeća na njihovo junaštvo. Od tada bio je običaj da se komunalni načelnik, kad ga se svake druge godine imenovalo, opasa tim mačem. Navodno je on nekad bio svojina Vuka Brankovića Zmaja Ognjenoga. Na pročelju njegovom je staroslavenski natpis bosanskom ćirilicom koji u prijevodu na suvremeni jezik glasi: "Sudi Gospodine one koji me obilaze i pobij one koji se bore sa mnom. Primi oružje i štit i ustani bijući se". Na drugoj strani bio je latinski natpis Memento mei domine i još jedan zaziv svetom Nikoli te potpis nekog Vukše Stepanovića. Navodno su Peraštani Zrinskom uzvratili glavarskim peharom koji je nekoć bio svojina sigetskog junaka, njegova pretka Nikole, a koji je od nekog Turčina kupio jedan Peraštanin. Jedni izvori vele da su Peraštani Zrinskoga nakon dvodnevnog boravka ispratili pucanjem topova i zvonjavom zvona, ali ima i malicioznih koji su mu zamjerili jer je rečeno da će nakon njih posjetiti i Dubrovčane. Kažu ti izvori da su tom prigodom, valjda u pol glasa i za sebe, neki rekli "ode lupež lupežima", ali taj navod nije provjerljiv. Postoji i druga inačica prema kojoj su to izrekli uvrijeđeni Dubrovčani jer ih Zrinski nije posjetio. Kada je Zrinski za to saznao rekao je "nije lupež lupežima nego junak junacima", a što vrijedi u oba slučaja.
Završetak 17. stoljeća obilježilo je sudjelovanje Peraštana u Morejskom ratu (1684. – 1699.). Venecija se u taj rat uključila na strani Svete lige, saveza nastala nakon turskog poraza pod Bečom 1683. godine, u kojoj su još bili Habsburška Monarhija i Poljska. Godine 1687. od Turaka je oslobođen Herceg Novi, a poslije je u istom ratu oslobođeno cijelo područje Boke. Oslobađanje zaljeva od Turaka potvrđeno je mirom u Srijemskim Karlovcima 1699. godine, a konačno je potvrđeno mirom u Požarevcu godine 1718. godine.

#### Mletačka Republika poslije pada Turske
Oslobođeni turske opasnosti, Peraštani u 18. stoljeću postižu vrhunac svoje pomorske moći. Već potkraj 17. stoljeća u gradu je djelovala pomorska škola. O njezinoj kvaliteti i ugledu najbolje govori podatak kako je ruski car Petar I. Veliki 1698. godine poslao 17 boljara (plemića) na školovanje, uz Mletke i Nizozemsku, i u Perast.
Na svom vrhuncu, polovicom 18. stoljeća, peraška se flota sastojala od oko 100 većih brodova. U to doba Perast je bio glavno pomorsko središte Boke kotorske. Njegovi brodovi plovili su cijelim Sredozemljem i ulazili u Atlantski ocean do Engleske i Nizozemske. Svojim trgovačkim pothvatima peraške kapetanske obitelji namicale su velika novčana sredstva, koja su ulagali u izgradnju raskošnih palača, crkava i ostalih građevina. Tim gradnjama Perast je postao najljepši biser Boke.

### Naizmjenična Napoleonova i austrijska vlast
Nakon što je Napoleon ukinuo Mletačku Republiku 1797. godine, Peraštani svečano ukapaju u crkvi sv. Nikole zastavu Sv. Marka obilježavajući i na taj način prestanak gotovo četiristoljetne mletačke vlasti. U razdoblju do 1805. godine Perast se, kao i cijeli zaljev, nalazio pod austrijskom vlašću. Tijekom 1806. i 1807. godine zaljev se nalazio pod ruskom vlašću. Nakon toga u Boki je, kao i u cijeloj Dalmaciji, uspostavljena francuska vlast, koja je trajala do 1813. godine. Prije ponovne uspostave austrijske vlasti 1814. godine, kratkotrajno je postojao savez Crne Gore i Boke s vladikom Petrom I. Petrovićem na čelu. Početkom 19. stoljeća, uz Dobrotu i Prčanj, Perast je od svih bokokotorskih mjesta dao najviše brodova i kapetana. Perast je osobito osjetio i pad Mletačke Republike, jer je izgubio mnoge mletačke povlastice, zbog čega je brže propadao i sporije se oporavljao.

### Habsburška Monarhija i Austro-Ugarska
Austrijska je vlast uspostavljena 1814. godine i potrajala je cijelo stoljeće. Do propasti Austro-Ugarske Monarhije 1918. godine cijeli zaljev nalazio se u sastavu Kraljevine Dalmacije pod vlašću Beča. Unatoč preporodnim težnjama prisutnima i u Boki 1848. i 1861. godine, zaljev, kao i ostatak Dalmacije, nije nikad sjedinjen s Kraljevinom Hrvatskom i Slavonijom. U prvoj polovici 19. stoljeća smanjuje se pomorska flota Perasta. Smanjenje je kratkotrajno zaustavljeno u razdoblju od 1850. do 1870. godine, a nakon toga neuključivanjem u razvoj parobrodarstva propada peraško jedrenjaštvo. Austro-ugarskom nagodbom našlo se u austrijskom dijelu Monarhije, u Kraljevini Dalmaciji. Uspostavom parlamentarnog života zastupnike su slali u Dalmatinski sabor u Zadar.

### Kraljevina Jugoslavija
U razdoblju od 1918. godine do osamostaljenja Crne Gore 2006. godine Boka se nalazila u sastavu različitih jugoslavenskih državnih zajednica. Od 1929. godine bila je dijelom Zetske banovine.

### Drugi svjetski rat
Tijekom Drugoga svjetskog rata Boka kotorska je pripojena fašističkoj Italiji. U ratu je na strani NOP-a poginulo ili strijeljano oko 900 boraca, ranjeno više od 1000 ljudi, a u zatvorima i logorima bilo je više od 2000 ljudi. Više od četvrtine stradalih bili su Hrvati.

### Socijalistička Jugoslavija
U socijalističkoj Jugoslaviji Perast je u sastavu Narodne Republike Crne Gore, poslije Socijalističke Republike Crne Gore. U komunističkoj Jugoslaviji obnovljeno je brodarstvo tako da je kotorsko poduzeće Jugooceanija u najboljim godinama poslovanja držalo 20 % od ukupne tonaže jugoslavenske pomorske flote.

### Raspad SFRJ i srpsko-crnogorska država
Devedesetih godina 20. stoljeća propadanjem gospodarstva zamire i pomorstvo. U vrijeme srpsko-crnogorske agresije na Hrvatsku došlo je do iseljavanja Hrvata i na nekim područjima Boke (najviše u općini Tivat).

### Samostalna Crna Gora
U godinama pred osamostaljenje Crne Gore prilike za hrvatsku manjinu u zaljevu se postupno poboljšavaju pa je osnovano nekoliko udruga bokeljskih Hrvata (Hrvatsko građansko društvo i Hrvatska građanska inicijativa).

## Kultura

### Običaji
Gospa Peraška proslavlja se 15. svibnja. Na taj se dan gađa kokota koji simbolizira neprijatelja. Blagdan se obilježava u čast pobjede u Peraškom boju 1654. godine.

### Barokne palače u Perastu
Perast se ističe sa 16 (19) palača, uglavnom baroknih, a većina obitelji kojima pripada predstavlja 12 peraških bratstava (kazada).
- Palača Šestokrilović[13][14] iz 1691. godine[15] (na istoku grada)[16]
- Palača Lučić-Kolović-Matikola[17] (nalazi se zapadno od male palače Zmajević)[16][18]
- Palača Bujović[19] iz 1694. godine.[15]
- Palača Bronza[20]
- Palača Balović (stara i nova)[21][22] iz 1694. godine.[15]
- Palača Vukasović-Kolović
- Palača Brajković-Martinović[23]
- Palača Smekja (Smekija, Smecchia, u narodu Smeća)[24] iz 1764.[15]
- Palača Visković[25] iz 1500. godine pa 1718. godine.[15]
- Palača Mazarović[26][27]
- Palača Zmajević[28] iz 1664. godine.[15] (južno se nalazi mala palača Zmajević)[16]
- Palača Mrsha (Mrša)
- Palača Pavlovicini
- Palača Martinović[23]
- Palača Krilović (na zapadu grada)[16]

U Perastu su još palača Čorko, mala palača Zmajević, palača Chismae-Štukanović (ili samo Cismae (Čismai).

### Ostalo
Ostale važne građevine:
- tvrđava Sv. Križa
- Bizetina[30]
- Rodna kuća Tripa Kokolje[31]
- kompleks Martinović
- kuća Đurišića s kulom Mazarovića
- vojarna (na krajnjem zapadu grada ispod Magistrale)
- kuća Burovića
- kuća N. Petković i S. Stevića
- zgrada konferencije Jadran
- niz iznad sv. Nikole
- niz Brajković
- ostatci starijih gradnji u vrtu palače Mrša
- kuća konzula Širovića (kod Gospe od Karmena)

Kulturna zbivanja:
- Pučka svečanost Fašinada[1]
- Međunarodni festival klapa

### Crkve
U peraškoj župi nalazi se 17 katoličkih crkava: Sv. Ivan Krstitelj, Sv. Križ (crkva Sv. Križa, središnji dio, i kapela Sv. Križa, zapadno), crkva Gospe od Ružarija (Rozarija), Sv. Marko, Sv. Nikola (stara i nedovršena nova crkva), Sv. Ivan Evanđelist, Sv. Antun, Presveti Otkupitelj, Gospa od Karmena, Sv. Mihovil, Sv. Ana (Glogovac), Gospa od Zdravlja, Gospa od Škrpjela (otočna crkva), Sv. Juraj (otočna crkva), Gospa od Anđela i Gospa od Rizi (Riže) ili Gospa od Snijega. U gradu se još nalaze pravoslavna crkva Rođenja Presvete Bogorodice i kapela na pravoslavnom groblju. Jugoistočno od tvrđave Sv. Križa je samostan i crkva sv. Antuna.
Barokni zvonik župne crkve sv. Nikole korčulanskoga kamena projektirao je mletački arhitekt Giuseppe Beati, a radove je izveo hrvatski graditelj Ivan Krstitelj Škarpa.

## Demografija
U doba najvećeg pomorskog uspona grad je sredinom 18. stoljeća imao 1643 stanovnika, gotovo isključivo Hrvata katolika. Po popisu stanovništva iz 1910. godine grad je bez vojničkog stanovništva imao 430 stanovnika, od čega je bilo 305 Hrvata katolika.
Etnička struktura Perasta izgledala je ovako:
- Službeni popis 1961.: Hrvati – 216, Crnogorci – 199, Srbi – 112, Muslimani – 6, Slovenci – 5, Jugoslaveni – 2, Albanci – 1, drugi – 3.
- Službeni popis 1971.: Crnogorci – 266, Hrvati – 153, Srbi – 104, Jugoslaveni – 74, Slovenci – 9, Makedonci – 5, Muslimani – 5, Albanci – 1, Mađari – 1, drugi – 19.
- Službeni popis 1981.: Crnogorci – 224, Jugoslaveni – 157, Hrvati – 84, Srbi – 62, Muslimani – 6, Makedonci – 3, Mađari – 2, Slovenci – 1, drugi – 12.
- Službeni popis 2003.: Crnogorci – 146, Srbi – 101, Hrvati – 29, Jugoslaveni – 10, Bošnjaci – 3,   Makedonci – 1, drugi – 59.

Godine 2005. Perast je imao oko 360 stalnih stanovnika, od kojih je oko 100 Hrvata katolika.

## Zanimljivosti
- Po dokumentu “Talijanske zajednice u Crnoj Gori” (Comunita' nazionale italiana del Montenegro), u Perastu danas živi 140 osoba koje govore takozvanom peraštanskom inačicom venecijanskog narječja (podatci iz veljače 2008. godine).

## Poznati Peraštani
- Andrija Balović, hrv. povjesničar i pisac[33][34]
- Ivan Balović, odlikovani mletački kapetan korvete
- Jozo Balović, kapetan Perasta i diplomat, konzul u Tripoliju[35]
- Julije Balović[1][34][36]
- Krsto Matijin Balović, gradski kapetan Perasta i višestruki zastupnik općine, istaknuti pomorski branitelj Krfa[35]
- Krsto Stjepanov Balović, mletački diplomat i lokalni dužnosnik
- Marko Balović, hrv. prepisivač tekstova[35]
- Marko Matikola Balović, pomorski kapetan, dužnosnik u Austrijskom Lloydu, kroničar, meteorolog[35]
- Matija Balović, gradski sudac, gradski kapetan, odlikovani kapetan čete čuvara mletačke zastave[35][37]
- Tripo Balović, peraški sudac, pomorski povjesničar[35]
- Vicko Balović, hrv. povijesni pisac[35]
- Eugen Brajković, hrv. političar, višegodišnji tajnik i načelnik općine Perasta[38]
- Tomo Brajković, dijalektolog i prevodilac
- Dušica Brguljan, keramičarka i slikarica[39]
- Vjekoslav Brguljan, arhitekt[39]
- Vladimir Brguljan, pravnik, zaštitnik kulturne baštine, predstavnik SFRJ u Unescu[39]
- Ivan Bronza, trgovac, pomorac, mletačkom zlatnom kolajnom odlikovani ratnik, kapetan Perasta
- Josip Bronza, pomorac, vitez sv. Marka, autor opsežnog kodeksa mletačke trgovačke mornarice koji je postao normom u Mletačkoj Republici
- Matija Bronza, trgovac, pomorac, mletačkom zlatnom kolajnom odlikovani ratnik, sudac u Perastu
- Pavao Butorac, kotorski biskup, povjesničar i teološki pisac
- Đuro Ban (svećenik i pisac), svećenik i hrv. pisac
- Đuro Ban (vojni zapovjednik), vojni zapovjednik
- Ivan Bronza, kavalijer (vitez) Sv. Marka[40]
- Josip Bronza, hrv. pisac,[34] kavalijer (vitez) Sv. Marka[40]
- Ivan Bujović, gospodarski i znanstveni pisac i političar
- Ivan Stjepanov Bujović, trgovac, pomorac i ratnik
- Jela Bujović, hrv. pjesnikinja[34][41][42]
- conte Vicko Bujović, hrv. pisac[1][34]
- Grgur Burović, peraški kapetan
- Ivan Burović, ratni zapovjednik, plemić i lokalni političar
- Luka Burović, hrv. pjesnik
- Nikola Burović (pomorac i pjesnik), hrv. pisac[34][43]
- Nikola Burović, poslanik peraške općine u Mlecima
- Tripo Burović, gradski kapetan
- Tripo Burović, pomorac, vojnik i trgovac
- Ivan Stanislav Burović Zmajević, lokalni dužnosnik
- Juraj Carić (1854. – 1927.), autor pomorskih udžbenika, priručnika i fikcije, čelni Kotorske pomorske škole[44]
- Krsto Čorko, kapetan, obnašao visoke dužnosti u Španjolskoj[45]
- Antun Grubaš, kapetan, kartograf i hidrograf
- Ivan Grubaš, kartograf i pomorski pisac
- Ivan Grubaš, slikar
- Karlo Grubaš, slikar
- Mihovil Grubaš[34]
- Tripo Kokolja, hrv. slikar
- Josip Kolović Matikola, kapetan mletačke mornarice[46][47]
- Ivan Krušala, hrv. pisac[1][34] i ruski diplomat
- Jacinta Kunić, vezilja i slikarica[48]
- Drago Martinović (1697. – 1781.), hrv. pisac[34][49]
- Marko Martinović (Perast),[34] graditelj ruskih luka,[1] učitelj kadeta Petra Velikog,[6][44]
- Antun Mazarović, slikar[6]
- Karlo Mazarović[6]
- Krsto Mazarović (pisac) (1680. – 1725.), hrv. pomorac i pomorski pisac[34][50]
- Krsto Mazarović (letač), carski letač[51]
- Luka Mazarović[6]
- Nikola Mazarović, prikupljač narodne poezije[1]
- Šimun Mazarović, kirurg i diplomat[6]
- Teodolina Mazarović, autorica[6]
- Vicko Mazarović[6]
- Matija Melada, inženjer, graditelj ruskih luka s Markom Martinovićem[1]
- Ivan Antun Nenadić, hrv. književnik[34][52]
- Tripo Smeća (Smecchia), povijesni pisac,[53]
- Jozo Šilopi  (1721. – 1784.), sakupljač narodnih pjesama[54]
- Matija Juraj Štukanović, brat Tripuna Štukanovića, pomorac, trgovac, načelnik Perasta,
- Matija Juraj Štukanović, barski nadbiskup, sin Tripuna Štukanovića[34][55]
- Tripun Štukanović, guvernadur, kapetan i pukovnik mletačkih oltramarinskih postrojbi, ratnik i pomorski poduzetnik[56]
- Frano Antonov Visković, hrv. pomorac i meteorolog
- Frano Marjanov Visković, pukovnik, vitez sv. Marka
- Krsto Josipov Visković
- Krsto Vickov Visković
- Josip Antonov Visković[6] (Giuseppe Viscovich), peraški kapetan i mletački conte[57]
- Josip Alvize Josipov Visković
- Josip Martinov Visković, pravnik i sudac[6]
- Nikola Visković
- Vjekoslav Antonov Visković
- Srećko Vulović, hrv. povjesničar i književnik
- Antun Zambela, hrv. pjesnik i bogoslov[1]
- Andrija Zmajević, hrv. pjesnik[1][34]
- Krsto Zmajević, pomorski kapetan, borac protiv gusara, trgovac, gradski kapetan[58]
- Matija Zmajević[1][34]
- Vicko Zmajević, hrv. pisac[34]

## Vanjske poveznice
- Perast, Crnogorska Enciklopedija (u međumrežnoj pismohrani archive.org 24. prosinca 2008.)